# Domna Michailidou

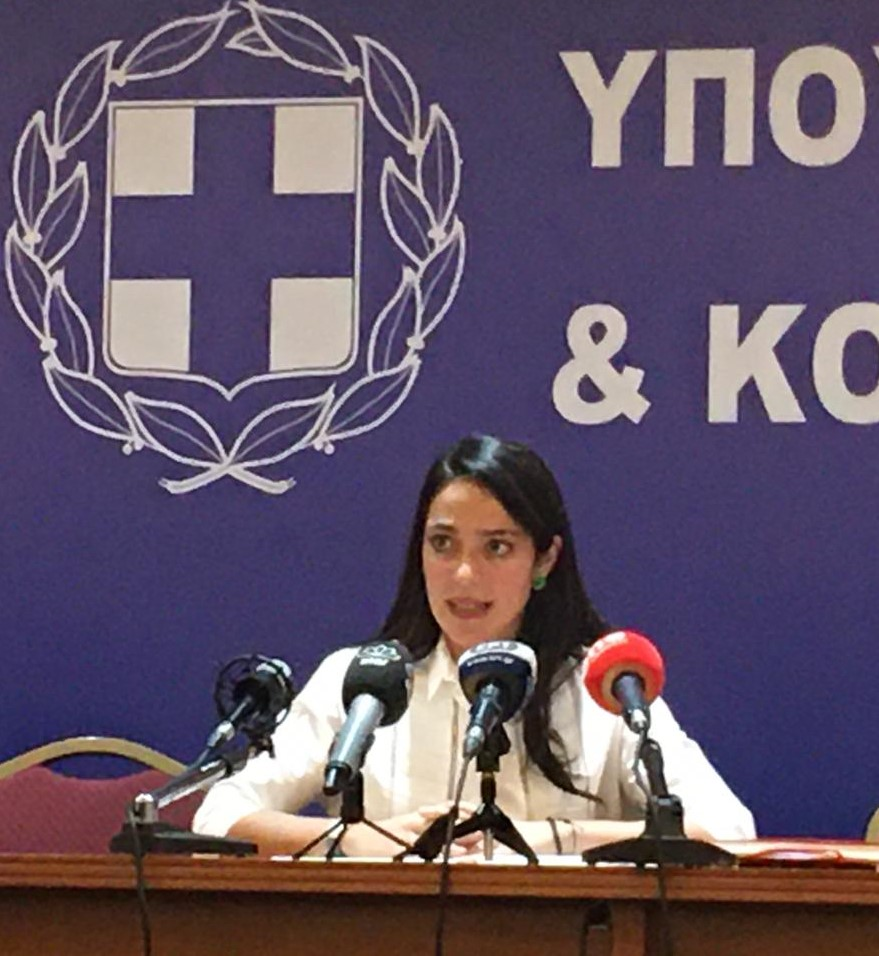
Domna Michailidou 2019

Domna Maria Michailidou (griechisch Δόμνα Μαρία Μιχαηλίδου, * 13. November 1987 in Piräus) ist eine griechische Wirtschaftswissenschaftlerin und Politikerin, die unter Premierminister Kyriakos Mitsotakis erst das Amt einer stellvertretenden Ministerin innehatte und dann bis zum Juni 2024 Ministerin für Arbeit und Soziale Sicherheit war.

## Leben
Domna Michailidou ist die Tochter von Martzi und Aristidis Michailidis, der nach ihren eigenen Angaben ihr Leben entscheidend beeinflusste und ihren Wissensdurst förderte. Sie wuchs in Piräus auf und besuchte eine Privatschule in Athen. Nach ihrem Schulabschluss ging sie nach England, um zu studieren. Sie spricht Englisch, Französisch und Spanisch.
Nachdem sie in England und Frankreich gelebt hatte, kehrte sie 2016 nach Griechenland zurück.
Michailidou ist unverheiratet (Stand 2024).

## Karriere
Michailidou studierte Wirtschaft an der University of York und setzte anschließend ihre Studien an der University of Cambridge fort. Dort erwarb sie einen Master in wirtschaftlichen Entwicklungsstudien und promovierte über Entwicklungsökonomie.
Sie war Gastdozentin am Centre for Development Studies der Universität Cambridge und unterrichtete außerdem Makroökonomie an der Judge Business School in Cambridge sowie Wirtschaftspolitik an der Government School der UCL. Darüber hinaus war sie Gesundheitsberaterin der iranischen Regierung, Sondermitarbeiterin der brasilianischen Entwicklungsbank und auch der Vereinten Nationen in Uganda.
Seit 2017 ist sie Reformberaterin von Kyriakos Mitsotakis.
Im Juli 2019 übernahm Michailidou als stellvertretende Ministerin für Arbeit und Soziales die Verantwortung für Wohlfahrt und soziale Solidarität im ersten Kabinett Mitsotakis. Sie war mit 31 Jahren das jüngste Regierungsmitglied. Während ihrer Amtszeit wurde unter anderem das Adoptionsverfahren auf ein Jahr verkürzt und transparenter gemacht. Außerdem wurde auf ihre Initiative hin im Rahmen des Familienschutzes und der Stärkung des Bevölkerungswachstums zum ersten Mal in Griechenland eine Geburtszulage von 2.000 Euro für jede Geburt im Lande eingeführt.
Im Mai und Juni 2023 wurde sie im Wahlbezirk Piräus als Kandidatin der Nea Dimokratia ins griechische Parlament gewählt. Anschließend wurde sie als stellvertretende Ministerin für Bildung, Religion und Sport im zweiten Kabinett Mitsotakis vereidigt. Hier umfasste ihr Arbeitsbereich Fragen der Primar- und Sekundarschulbildung, einschließlich der Sonderschulpädagogik, sowie die höhere, berufliche Schulbildung. Anfang Januar wurde Michailidou nach einer Kabinettsumbildung Ministerin für Arbeit und Soziale Sicherheit. Damit wurde sie die jüngste Ministerin der Regierung. Bei der Regierungsumbildung vom Juni 2024 musste sie ihr Amt an Niki Kerameos abgeben, wurde aber am 14. März 2025 von Mitsotakis wieder in das Kabinett berufen und als Ministerin für sozialen Zusammenhalt und Familie vereidigt. Sie übernahm dieses Amt von Sofia Zacharaki. 

## Veröffentlichungen
- Financial Crises in Emerging Markets: The destabilising effects of sudden surges of capital inflows and the inexorable evolution of financialisation, Palgrave Macmillan, New York 2015, ISBN 978-1-137553638.